# Керни, Ричард
Ри́чард Ке́рни (англ. Richard Kearney; /ˈkɑrni/; род. 8 декабря 1954, Корк, Манстер) — ирландский философ, специалист по современной континентальной философии, создатель концепции «диакритической герменевтики» . 

## Биография
Родился 8 декабря 1954 года в Корке. 
Среднее образование получил в бенедиктинском монастыре Аббатство Гленстал. 
В 1975 году получил бакалавра гуманитарных наук в Университетском колледже Дублина. 
Получил магистра гуманитарных наук в Макгиллском университете, защитив под научным руководством Чарльза Макгрейва Тейлора диссертацию. 
Получил доктора философии в Университете Западный Париж — Нантер-ля-Дефанс, защитив под научным руководством Поля Рикёра диссертацию. 
Профессор философии Бостонского колледжа.

## Научные труды
Автор работ «Чужаки, боги, монстры» (Strangers, Gods and Monsters, 2003), «Анатеизм: Возвращение к Богу после Бога» (Anatheism: Returning to God after God, 2011) и «Диалоги о Европе».
- Керни Р. Диалоги о Европе / Пер. с англ. В.Л. Алешиной и др. — М.: Весь мир, 2002. — 319 с. — (Тема). ISBN 5-7777-0142-6